# Retablo de Vallmoll
El Retablo de Vallmoll fue creado hacia 1450 para la iglesia de Santa María de Vallmoll en la provincia de Tarragona y es obra de Jaume Huguet. Es una de las primeras obras del autor y fue realizado siguiendo la técnica de temple de huevo con relieves de estuco y dorado con pan de oro sobre tabla.
De la estructura del retablo sólo se conservan tres tablas: la tabla central del retablo al Museo Nacional de Arte de Cataluña, La Anunciación al Museo Diocesano de Tarragona y la predela con un Lamento sobre Cristo muerto en el Museo del Louvre. En esta obra se evidencia la influencia de la escuela de los primitivos flamencos adquirida por el contacto con Luis Dalmau, un pintor formado en el taller de Jan van Eyck.

## Datos de contexto

### El autor
Jaume Huguet (Valls 1412 - Barcelona 1492) fue un pintor gótico catalán con un estilo que evolucionó del gótico internacional hacia las innovaciones incorporadas desde la pintura flamenca. Su formación se realizó entre Valencia, Tarragona y Barcelona, si bien no se descarta que pudiera haber visitado Cerdeña o Nápoles, que formaban parte de la corona de Aragón. Desarrolló su máxima actividad en Barcelona a partir de 1448, donde creó un taller que prácticamente monopolizó la realización de retablos en Cataluña durante la segunda mitad del siglo XV, una vez muertos Bernat Martorell y Luis Dalmau. Su taller incorporó a sus discípulos y también miembros de la familia Vergós con quien mantuvo una estrecha relación personal y que están considerados coautores de este retablo. Una parte importante de su obra se ha perdido en revueltas que han destruido las iglesias que las contenían y la mayoría de obras conservadas son paneles de retablos que han sido desmontados.

### Estilo
Probablemente se trata de la primera obra de Huguet y destaca la influencia de la escuela de los primitivos flamencos.
En este período aparecieron en Valencia las modernas tendencias de la época, la influencia del realismo de los primitivos flamencos, especialmente de la escuela pictórica de Jan van Eyck,  autor de moda en la Corona de Aragón gracias a la mano de Lluís Dalmau, que vienen a producir una evolución de los artistas educados en el gótico internacional. Se puede suponer que Jaume Huguet asimiló estas nuevas formas llegadas de Flandes en Valencia antes de que Lluís Dalmau marchara a Barcelona en 1445, año de la llegada de Jaume Huguet. (Ferre, 2003, pp. 27-28)
La composición y buena parte de los detalles de la tabla central están presentes en la Virgen dels Consellers de Dalmau y la tabla de  La Anunciación tiene muchas coincidencias iconográficas con La Anunciación de Jan van Eyck. Huguet no volvió a repetir semejanzas tan grandes con los flamencos, sino que adoptó el realismo del norte, que no había visto nunca directamente, en su propia forma compositiva, creando su propia escuela.

## Historia
Se ha atribuido tradicionalmente a la etapa tarraconense de Jaume Huguet, anterior a 1448. Se desconoce en qué momento se desmontó el retablo así como el destino del resto de tablas.
La tabla central formó parte de la colección Muntadas hasta 1956 en que pasó a formar parte de los fondos del MNAC. La tabla de La Anunciación ingresó en el Museo Diocesano de Tarragona en 1915. Ambas han sido siempre relacionadas con el estilo de Jaume Huguet, hasta llegar a considerarlas como el punto de partida más claro de la producción huguetiana y la obra culminante del período juvenil, tarraconense, de este artista, bajo la influencia de Lluís Dalmau. Con respecto al Lamento sobre Cristo muerto del Louvre , su procedencia está documentada desde 1837 cuando el barón de Taylor, uno de los viajeros hispanòfilos del romanticismo, la compró en España para su colección, de donde pasó a la colección de Luis Felipe I de Francia, hasta que fue traspasado al Louvre en 1850.

## Virgen con Niño

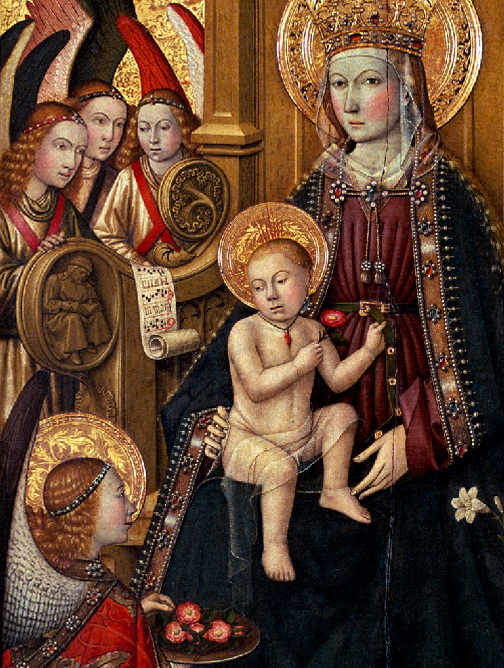
Las rosas, símbolo de castidad, llegan a la Virgen María con la intercesión del Niño Jesús.

La advocación de la iglesia de Santa María de Vallmoll a la Virgen explica que la figura central del antiguo retablo gótico fuera ocupado por la escena de María entronizada en sedes sapientiae —con el Niño sobre sus rodillas—, acompañada de ángeles músicos y oferentes. La obra evoca un estilo eyckiano a partir de la influencia directa de Lluís Dalmau. La composición y buena parte de los detalles de la Virgen dels Consellers están presentes en esta obra. La túnica, el cinturón o el bordado con pedrería de la orla de su manto, son copias exactas.
La ambientación del espacio es más austera en la imagen de Vallmoll y se ha reducido a la parte ocupada del trono de madera tallada. Si la obra dels Consellers la visión del fondo describía un paisaje que enmarcaba la escena interior con todos los personajes, en esta tabla el fondo es dorado con un relieve de decoración fitomórfica, con menos virtuosismo. El trono es de madera con ricas tracerías góticas en la parte alta. Simula formar una hornacina de nervaduras góticas rematadas por una clave de bóveda con la cruz de San Jorge. Los brazos están ricamente tallados con una hoja de acanto y un anciano leyendo.
Detrás del trono se sitúan seis ángeles, tres músicos en el lado derecho y tres cantores en la izquierda, en primer plano, ante la Virgen, hay otros dos ángeles arrodillados, que están ofreciendo respectivamente un lirio blanco y una bandeja de rosas. El lirio fue frecuente en la iconografía mariana de la época la flor que representa la castidad y la virginidad, considerada como un atributo de María por el monje Beda. La simbología sobre la pureza de María proviene de san Bernardo quien escribió: «María es la violeta de la humildad, el lirio de la castidad, la rosa de la caridad y la gloria y el esplendor de los Cielos». (Freeman, 1957, p. 132)
El Niño, que lleva al cuello un colgante de coral rojo (símbolo de la sangre de su futura Pasión y anuncio de su sacrificio), toma una rosa para entregarla a su madre. El autor utiliza esta simbología en la que las ofrendas de los ángeles van dirigidas al Niño, y este las traslada posteriormente a María para simbolizar el don de la castidad otorgado por Jesucristo, según la interpretación de Rabano Mauro en su Allegoria in Sacramento Scripturam donde relaciona la rosa con el «rosal de Jericó» del libro del Eclesiástico: «He crecido como las palmeras en Engadin, como los retoños de rosas en Jericó».(Sir 24:14) En la iconografía más común, la rosa aparece en las manos de María. Son menos frecuentes las representaciones en que, como en el caso del Retablo de Vallmoll, es el Niño quien se la ofrece. (Levi d'Ancona, 1977, p. 337)
La escena central aparece rodeada por la imagen de cuatro profetas situados en los montantes. Van ataviados con largas vestiduras, con turbantes de estilo flamenco, y forros o adornos de armiño. Llevan extendidas las filacterias que los identifican:  P[RO]FETA MOYSES, PROFETA DANIEL ISSAYES P[RO]FETA, i PRHOFETA DAVID, que aunque no luce atributos reales lleva las vestiduras más ricas. El pavimento reproduce tableros de arcilla que alternan con cerámica azul de Manises de mediados del siglo XV. En la del extremo derecho se lee, dentro de un filacteria medio enrollada, [BAR]CELONA CI[VITAS], que podría ser una indicación de la ciudad donde se hizo la pintura. (Liaño, 1992)

## La Anunciación

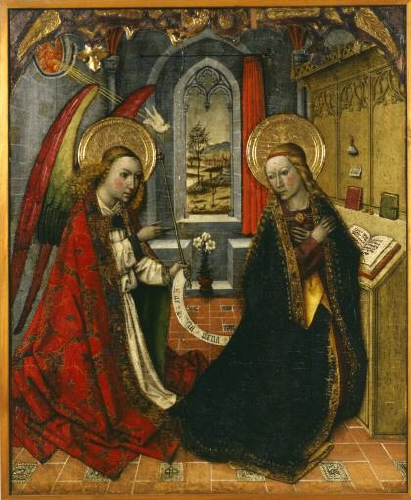
La Anunciación de Vallmoll (99 x 77,5 cm).

Se representa el tema de la Anunciación, la aparición del arcángel Gabriel para comunicar la Virgen María que sería madre de Jesús, aunque no hubiera tenido relaciones sexuales, sino que concebiría un hijo por obra del Espíritu Santo. Este hecho se ha convertido en una escena clásica dentro del arte religioso. La primera versión de la historia aparece en el evangelio de San Lucas (Lc 1:26-37). También aparece la escena en los evangelios apócrifos y en el Corán.
En la tabla de La Anunciación que se conserva en Museo Diocesano de Tarragona se acentúa aún más la influencia flamenca del autor, especialmente evidente comparando esta pintura con La Anunciación de Jan van Eyck, con la que tiene muchas similitudes.
La escena se desarrolla en una sala gótica, un espacio privado captado como si la sala fuera abierta, como si tuviera tres paredes. Esta composición ya había sido utilizada por Rogier van der Weyden en el Tríptico de Mérode en 1428. La sala no es una habitación con cama como se puede apreciar en otras obras contemporáneas, y el único mobiliario es un pupitre de madera con tracerías góticas, inclinado como un atril para facilitar la lectura.

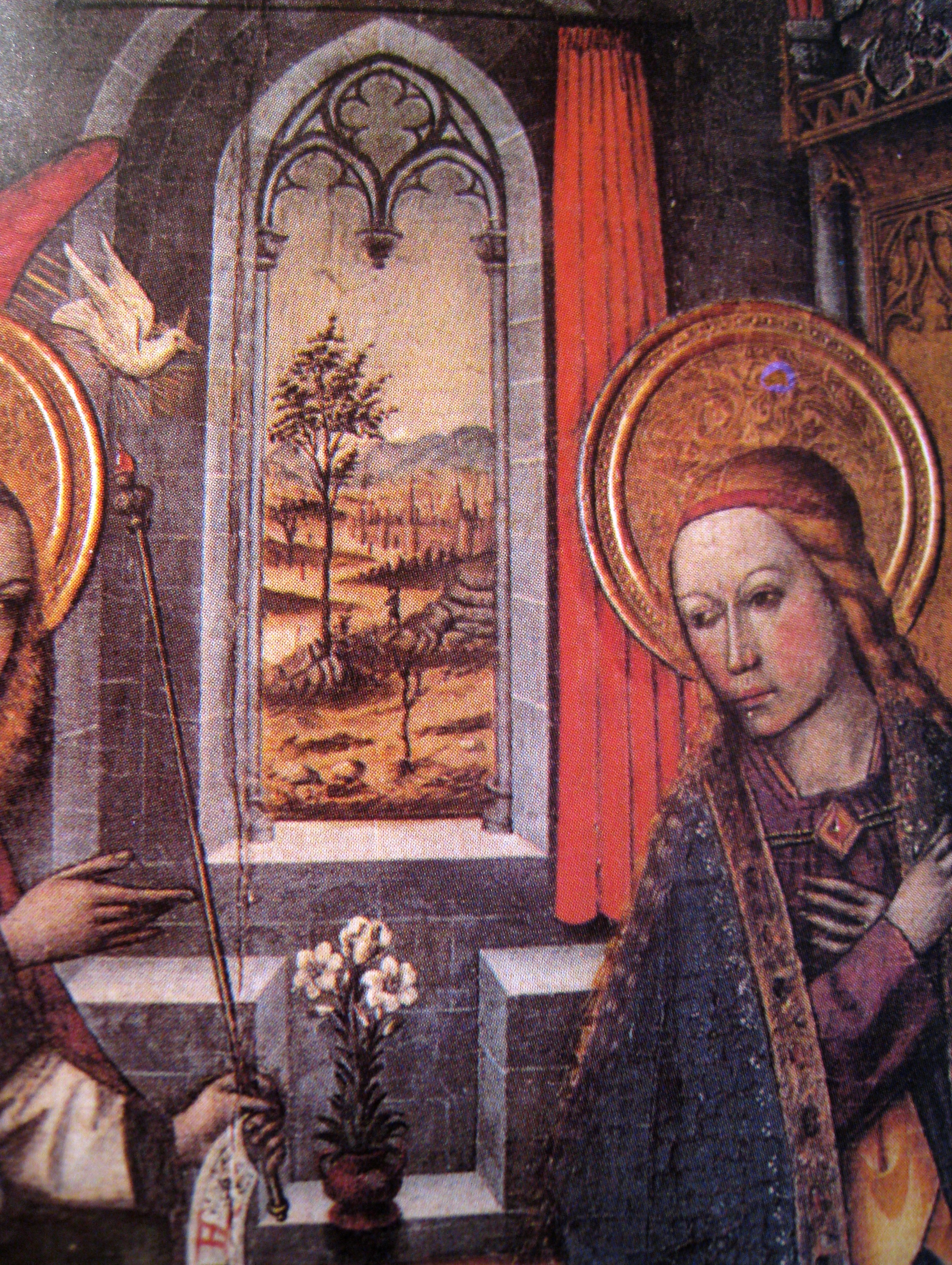
Paisaje y lirios.

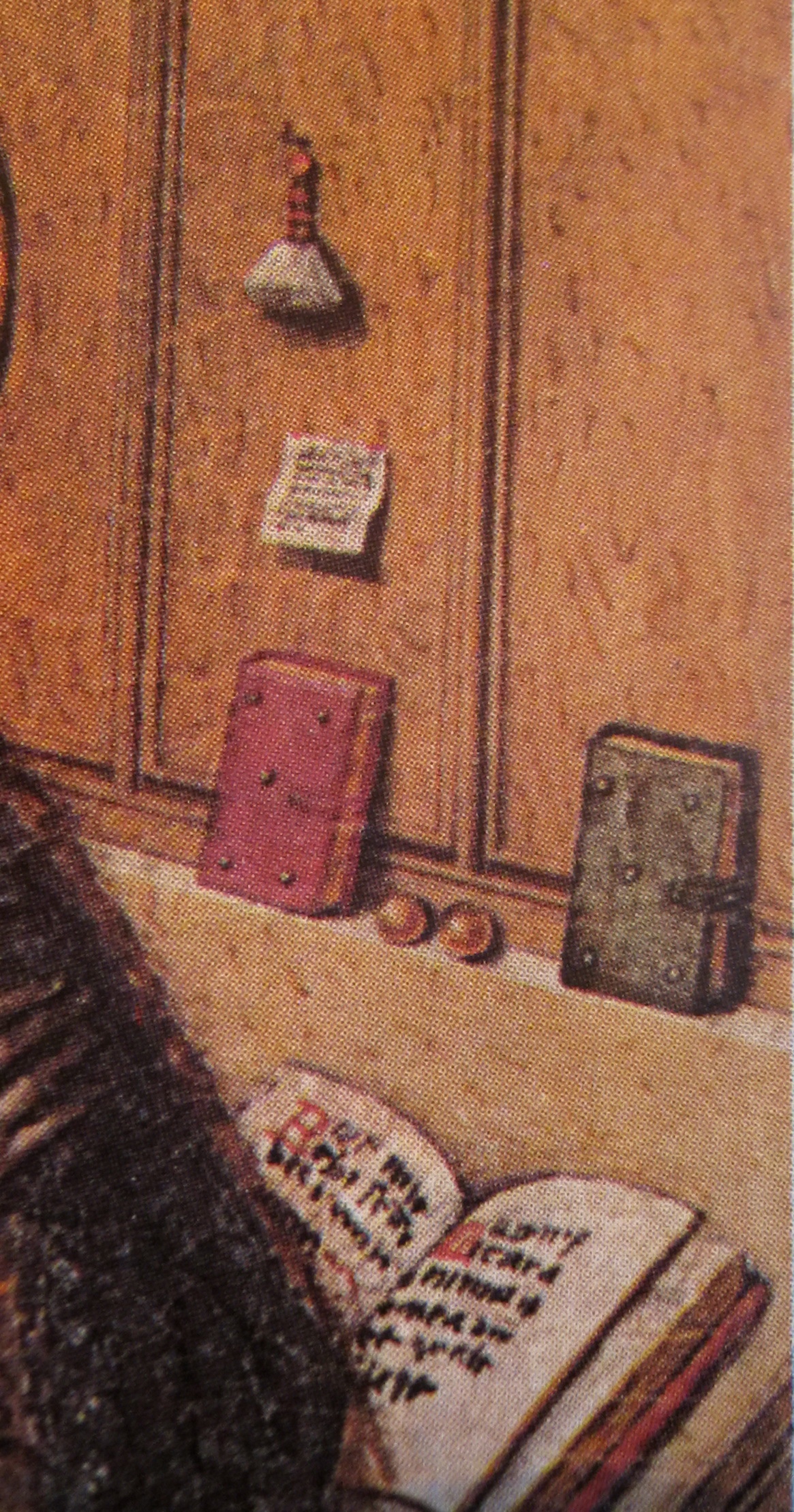
Objetos en el pupitre.

Al fondo de la pintura, se observa una ventana gótica con cortejador, muestra un paisaje que aparentemente es la ciudad de Barcelona que se configura ante el monte Carmelo, tal como aparece en la vista del siglo XVI, conservada en el Archivo Histórico de la Ciudad de Barcelona, y en otros posteriores. Esta vista, tomada de la vertiente de Montjuïc, ofrece en primer término el camino zigzagueante que bajaba de la montaña. En la pared del lado izquierdo del observador hay un óculo en la parte alta que forma parte del simbolismo de la escena. El pavimento, con unas baldosas que ayudan a construir la perspectiva, muestra temas habituales en la cerámica valenciana del momento.
En cuanto a los personajes, el arcángel Gabriel aparece ante la Virgen con la habitual dalmática blanca, cubierta por una capa pluvial de brocado rojo con las bandas bordadas. El estado actual de la pintura no permite identificar con claridad las santas y los santos de los bordados. Lleva en la mano izquierda el cetro, símbolo del poder conferido por Dios para anunciar la futura concepción de Jesús.
María viste un elegante y rico manto de color azul, color habitualmente vinculado con la realeza pero también con el cielo, bordado con un festón de oro y piedras. Su posición es indefinida, como su cuerpo está arqueado no queda claro si está sentada o si está haciendo una pequeña genuflexión.
El arcángel se dirige a María y le transmite el mensaje mediante el filacteria con el saludo « AVE GRATIA PLENA (Dios te guarde, llena de gracia), (Lc 1:28) mientras señala con la mano derecha la Madre de Dios. Ella se gira y cruza los brazos sobre su pecho con gesto de sorpresa. A la derecha de la imagen, sobre el pupitre, un libro abierto que ha dejado de leer, se utiliza para transmitir sus frases de aceptación, «FIAT MICH IS [E] C [U] ND [UM] VERBUM tuum» (que se cumplan en mí según tus palabras),(Lc 1:38) y de alegría, «MAGNIFICAT ANIMAN (sic) MEA D[OMI]NI (sic) ET EXALTAVIT (sic)» (Mi alma magnifica al Señor, mi espíritu celebra...)(Lc 1:46-47).
Por el óculo del ángulo superior izquierdo aparece el rostro de Dios Padre rodeado de ángeles. Sostiene en la mano el globus mundi mientras bendice con la mano derecha. El color rojo de esta representación se ha identificado como un símbolo de pureza, «el fuego de la zarza que arde», (Ex 3:2) tan frecuente en los temas marianos. Dios se muestra en la envío de la paloma, símbolo del Espíritu Santo irradiando unos haces de luz en presencia de María que representan los siete dones del Espíritu Santo.

### Iconografía

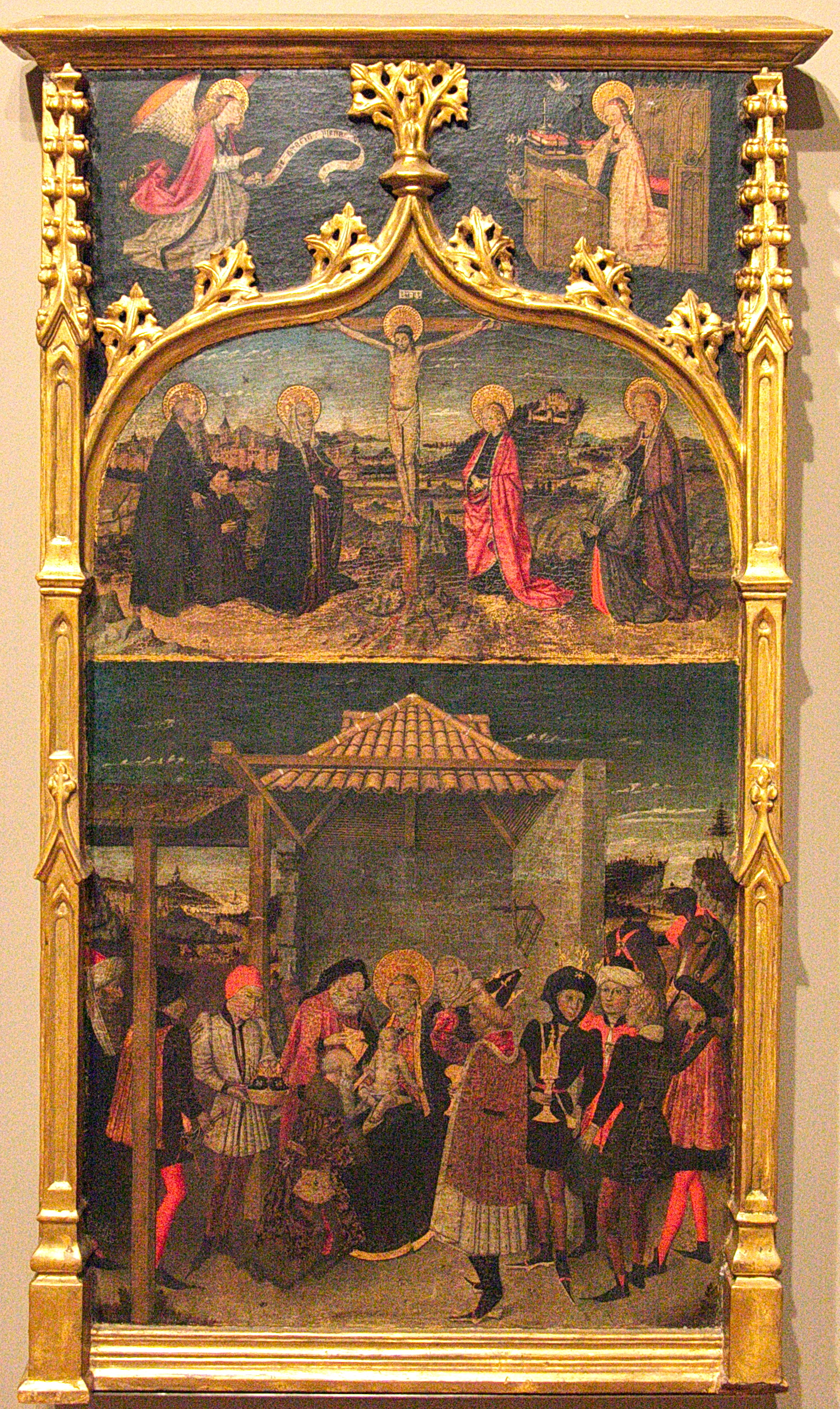
Retablo de la Epifanía de Huguet.

En las escenas de la Anunciación son frecuentes los elementos iconográficos que hacen alusión a la pureza de María. En esta tabla se observan los habituales lirios blancos en un jarrón. Se representan tres lirios en alusión a la triple virginidad de María —antes, durante y después del parto—, descrita en los textos de Alberto Magno: Liliis pluraliter, quia fuit Virgo ante partum, et in partu, et post partu. El jarrón está situado al lado de la ventana, una ubicación que sitúa visualmente las flores entre el arcángel y la Virgen, como si se tratara de una barrera. Este mensaje se refuerza con la imagen de la ciudad amurallada que se contempla desde la ventana, la civitas Dei mencionada en los Salmos.(Ps 86:3)
El resto de objetos de la estancia son frecuentes en la pintura flamenca. Los dos libros cerrados aluden al Antiguo Testamento —el que está forrado de rojo, color de secretismo—) y la Nueva Ley —con tapas verdes, color de vida, regeneración y esperanza—. Entre estos, las dos frutas representarían respectivamente el fruto del paraíso perdido y la promesa del fruto del paraíso recobrado, en una interpretación paralela a la que hace Erwin Panofsky de las frutas que Jan Van Eyck coloca en el alféizar de las ventanas el Matrimonio Arnolfini o en la Virgen de Lucca. El papel pegado con gotas de lacre resulta ininteligible, quizá debido a las sucesivas restauraciones que ha sufrido la tabla. Aún más curioso es el objeto colgado —probable alusión al vellón de Gedeón—, milagrosamente impregnado de rocío como signo divino ante la incredulidad de Gedeón. (Jt 6,36:40) Según Panofsky , este símbolo está presente también en la cabecera de la cama de los Arnolfini. (Liaño, 1992)
En ninguna de las obras documentadas de Jaume Huguet se encuentra una cantidad tan grande de características comunes con la pintura flamenca. Se ha considerado que la influencia de los flamencos no evolucionó a más, en parte, por los contactos del artista con el arte italiano y, sobre todo, por el mantenimiento de tradiciones locales fruto de la adaptación al gusto de la clientela. (Molina i Figueras, 1992, pp. 10 y 14) Tampoco se vuelven a encontrar en su pintura otros aspectos estilísticos como los pliegues excesivamente duros, las manos, que vistas en posición frontal aparecen hinchadas y con los dedos muy separados, o la marcada línea de dibujo que delimita los contornos y repercute negativamente en la obtención del volumen, unos rasgos que se aprecian en el Retablo de Vallmoll y, en menor grado, en el Retablo de la Epifanía del Museo Episcopal de Vich. Entre estas dos obras se pueden encontrar elementos casi reproducidos de la una en la otra como el vestido de la Virgen y el paisaje de fondo que se observa por la ventana gótica de La Anunciación y al fondo del Calvario de la tabla de Vich. Ambos reproducen, como si fuera Jerusalén, la misma ciudad —Barcelona—, tomada desde el plano en este segundo caso, en un punto que permite contemplar el recinto amurallado con las torres de las iglesias y con el mismo Montjuïc con la fortaleza coronando la cima. (Liaño, 1992)

## Lamento sobre Cristo muerto

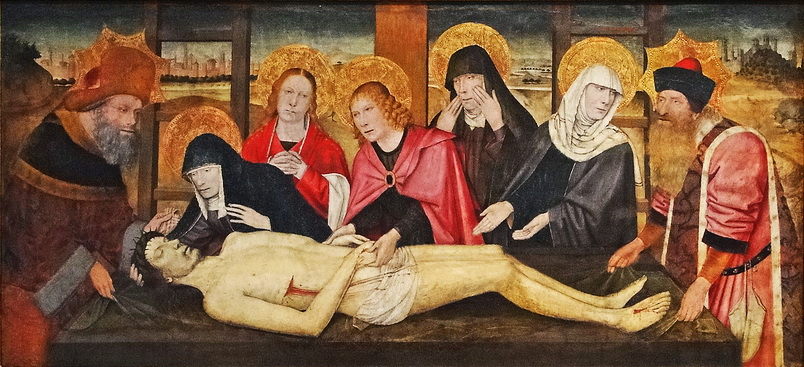
La predela de Vallmoll, (73 x 158 cm).

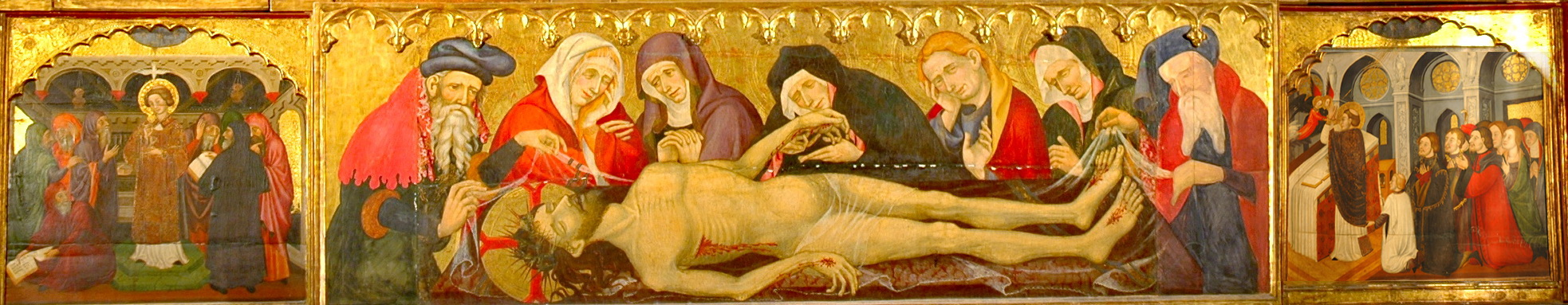
Predela con el Lamento de Borrassà.

Esta tabla corresponde a una predela fechada hacia el 1460. Fue considerada como la predela del Retablo de Vallmoll por José Gudiol en 1955, si bien posteriormente no ha contado con el apoyo explícito de los historiadores, aunque constaba la autoría de Huguet atribuida en 1936 por Joaquín Folch y Torres. (Folch i Torres, 1936, p. 130-131)
Presenta una composición clásica de la escena del Lamento sobre Cristo muerto, antes de que se empezara a representar como la pietà con el cuerpo yacente de Cristo sobre las rodillas de María sedente. Con alguna variación en la disposición de los personajes, sigue los cánones de la predela del Retablo del Espíritu Santo de Lluís Borrassà de 1411, un patrón que también se ha utilizado para versionar representaciones de la Dormición de María como la del escultor Lluís Bonifaç i Massó con su Muerte de la Virgen del oratorio del castillo de Valls, hoy desaparecida. También el pintor Antonio Viladomat, contemporáneo de Bonifaç, se inspiró para su Dormición de la Virgen de 1730-1745, que estuvo en la capilla del Rosario de la iglesia de Belén de Barcelona y actualmente está en la biblioteca del Centro Borja de Sant Cugat del Vallès. El mismo Huguet repitió una composición similar, aunque de menor tamaño, en la predela del Retablo de San Bernardino y el Ángel Custodio y, según consta en el contrato, el Retablo de Ripoll, actualmente desaparecido y del que sólo se conservan las dos grisallas del reverso de la predela con las imágenes de Moisés y Melquisedec. (Ruiz Quesada, 1992, p. 214)
El estilo gótico internacional en que se enmarca el artista pone énfasis en el dramatismo de las escenas, a través de la representación de los sentimientos. Unos personajes que muestran gran tensión anímica, manos crispadas y rostros de perfiles duros y cargados de emoción. Los extremos, sujetando el sudario, se encuentra José de Arimatea en la cabecera y Nicodemo en los pies, los dos personajes que estuvieron en el entierro de Jesús. Tienen sobre la cabeza un nimbo poligonal, símbolo que expresa que se trata de personajes de la antigua alianza del pueblo judío con Dios, anterior de la llegada del Mesías. La Virgen mantiene con cuidado la cabeza de su Hijo muerto, mientras lo contempla con el rostro demacrado, mezclando tristeza y tensión. A su lado Juan Evangelista toma las manos de Jesús muerto, mientras mira su rostro dulcemente. Detrás de estos dos personajes hay las Tres Marías llorando y orando. (Folch i Torres, 1936, pp. 130-131)
La escena se sitúa al lado de la Cruz de la que sólo se observa su pie, así como las dos escaleras utilizadas para desclavar a Jesús. Al fondo se representa un paisaje con la ciudad amurallada de Jerusalén a la izquierda, levantando torres y murallas frente a una llanura llena de arborescencias donde serpentea dulcemente un río y ondulan las colinas, hacia la derecha, donde se alzan otras edificaciones. (Folch i Torres, 1936, pp. 130-131) En la representación del cielo, Huguet no usa el dorado habitual y lo representa de forma realista, oscuro y tormentoso, tal como lo describió san Pedro en los Hechos de los Apóstoles: «el sol se oscurecerá y la luna se volverá sangre antes de que llegue el día del Señor, día grande y resplandeciente.»
Se pueden observar similitudes físicas entre algunos de los personajes de esta tabla y los representados en otras tablas de Huguet. Así, Ruiz Quesada piensa que el modelo utilizado como Cristo es el mismo que se le sirvió como san Senén en el Retablo de los santos Abdón y Senén, (Ruiz Quesada, 1992, p. 215) y Folch i Torres asocia a Nicodemo con la imagen de prefecto Daciano del Retablo de San Vicente de Sarriá y el san Juan con la imagen del verdugo que atiza el fuego en el mismo Retablo de San Vicente. (Folch i Torres, 1936, p. 136)